# Jenson Brooksby
Jenson Tyler "J. T." Brooksby (26 de octubre de 2000) es un tenista profesional estadounidense. Su mejor ranking fue el 33 de la ATP el 11 de junio de 2022. 

## Carrera
Brooksby jugó tenis universitario en la Universidad de Baylor (Waco, Texas).
El 12 de agosto de 2018, Brooksby derrotó a Brandon Nakashima para ganar el campeonato nacional sub-18 de la USTA Boys. Esta victoria le valió una invitación para el cuadro principal del Open USA de 2018. Perdió en primera ronda ante el eventual cuartofinalista, John Millman.

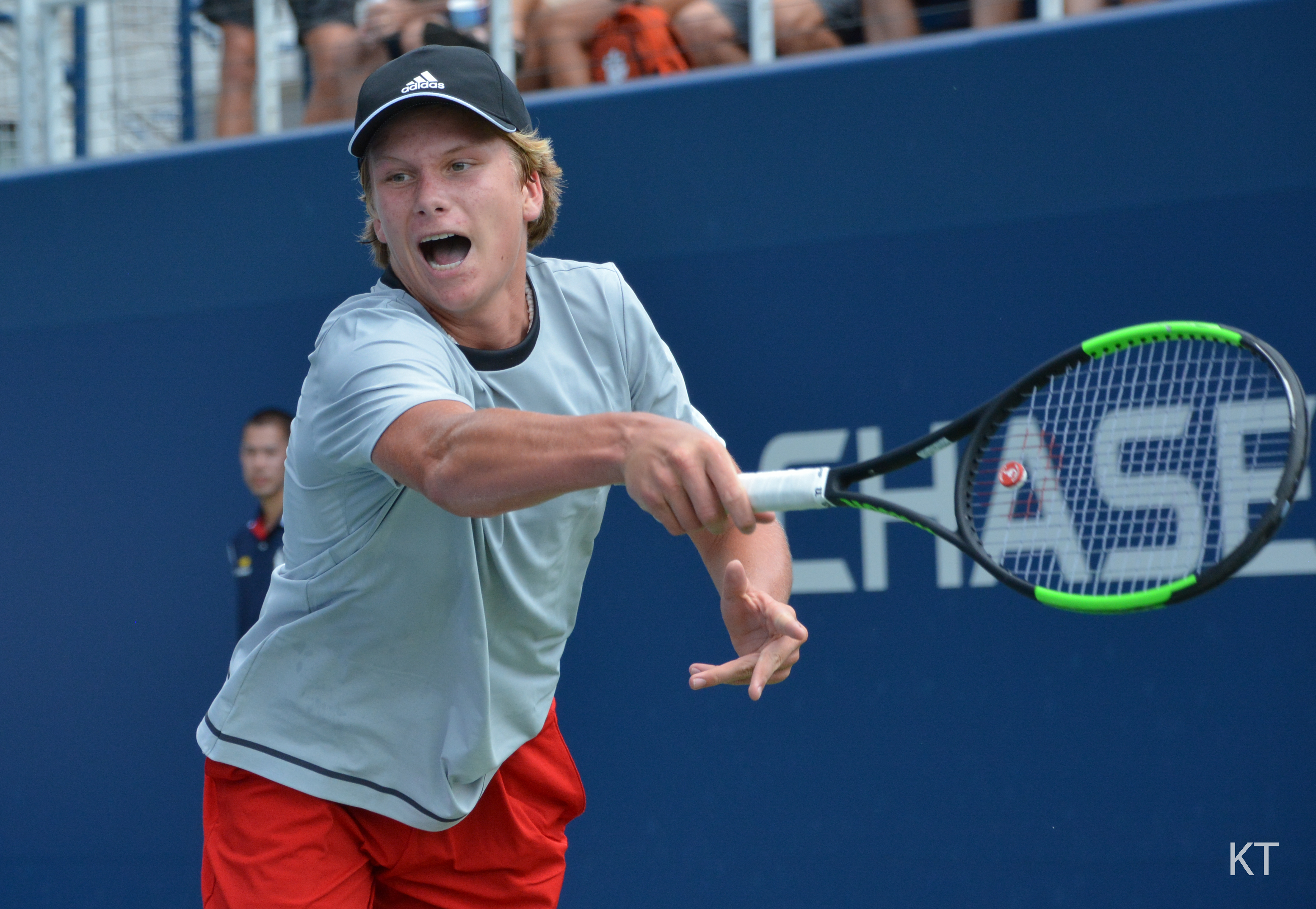
Brooksby en el Open de EEUU 2018

Brooksby en 2019, se clasificó para el cuadro principal del US Open 2019, donde derrotó al finalista de Wimbledon 2010 Tomáš Berdych en 4 sets en la primera ronda. Sin embargo, en la segunda ronda, Brooksby cayó en un reñido partido de cuatro sets ante el decimoséptimo cabeza de serie, el georgiano Nikoloz Basilashvili.

### 2021: Primera final ATP, cuarta ronda del Open EEUU, entra en el Top 60
En 2020 no compitió debido a una lesión. En 2021, Brooksby ganó tres trofeos Challenger, en Potchefstroom-2, Orlando-1 y Tallahassee.  Alcanzó el Nº 149 del mundo el 14 de junio de 2021.
También llegó a su primera final ATP Tour en el torneo de Newport 2021, derrotando a Evgeny Donskoy, Denis Kudla,  Peter Gojowczyk y el séptimo cabeza Jordan Thompson. Se convirtió en el segundo jugador más joven en llegar a la final en los 45 años de historia del torneo en las canchas de césped de Newport. Perdió ante el octavo cabeza de serie Kevin Anderson en la final. Como resultado de esta buena racha, Brooksby subió hasta el puesto 126 de la ATP, el 19 de julio de 2021.
En el Citi Open de Washington 2021, Brooksby derrotó a Félix Auger-Aliassime, para avanzar a su primer cuarto de final de un ATP 500. Luego venció a John Millman para avanzar a su primera semifinal ATP 500, donde perdió ante el quinto cabeza de serie (y eventualmente campeón) Jannik Sinner. Brooksby entró en el top 100 por primera vez, convirtiéndose en el Nº 99 del mundo el 9 de agosto de 2021. 
La semana siguiente en el National Bank Open 2021 de Toronto, Brooksby hizo su debut en el nivel ATP 1000 pero perdió en la primera ronda ante Nikoloz Basilashvili. 
Brooksby recibió una invitación para el US Open 2021. Llegó a la cuarta ronda de un Major por primera vez, derrotando a Mikael Ymer, a su compatriota Taylor Fritz, y al preclasificado 21 Aslan Karatsev. Brooksby, de 20 años, se convirtió en el estadounidense más joven en llegar a la cuarta ronda del US Open desde que Andy Roddick, de 20 años, lo hizo en 2002. En cuartos cayó ante el 1 ATP, Novak Djokovic.

### 2023–2024: Debut en Australian y tercera ronda, primera victoria sobre un top 3, cirugía y suspensión
2023 fue un año especialmente duro. En el Open de Australia cae 3ª ronda, logrando su mejor resultado en el torneo después de vencer en segunda ronda al noruego Casper Ruud, nº 3 del mundo. En marzo es operado de una lesión en la muñeca izquierda. Antes de que pudiera volver a las pistas fue suspendido por saltarse tres controles antidopaje. La sanción, que en principio fue de 18 meses, finalmente fue reducida a 13, por lo que podrá volver a jugar el 3 de marzo de 2024.

### 2025: Regreso al circuito, primer título ATP, y vuelta al top 200
Brooksby regresó al tenis en el Abierto de Australia de 2025, en el que participó con una clasificación protegida. Perdió contra su compatriota Taylor Fritz en sets seguidos en la primera ronda.
Usando también un ranking protegido, el No. 937, Brooksby ganó su primer partido desde 2023 en el 2025 BNP Paribas Open derrotando a Benjamin Bonzi y luego sorprendió al 17º cabeza de serie Félix Auger-Aliassime para llegar a la tercera ronda.Perdió contra el eventual campeón Jack Draper.
Clasificado nº 507 antes del Campeonatos de Estados Unidos de 2025 en tierra batida masculina en Houston (Texas), fue invitado (wildcard) pero partiendo de la fase previa para entrar en el cuadro principal. Derrotó al tercer cabeza de serie Alejandro Tabilo en tres sets, salvando tres bolas de partido, para alcanzar sus primeros cuartos de final desde 2022 y los primeros en tierra batida. Se convirtió en el cuartofinalista con menor ranking en la historia del torneo de Houston. A continuación alcanzó su primera semifinal en tierra batida derrotando a Aleksandar Kovacevic también en tres sets. Como resultado, subió más de 200 puestos en la lista de los 300 mejores. Alcanzó su primera final en tierra batida derrotando de nuevo a un cabeza de serie, Tommy Paul, y salvando salvar otro punto de partido. Se convirtió en el finalista con el puesto más bajo en el ranking y en el jugador con el puesto más bajo en llegar a una final en tierra batida desde la creación del ATP Tour en 1990.
Brooksby ganó su primer título ATP derrotando al subcampeón del año anterior y segundo cabeza de serie Frances Tiafoe en sets seguidos y regresó al top 200 del ranking de individuales el 7 de abril de 2025. Se convirtió en el tercer campeón con el ranking más bajo desde 1990

## Títulos ATP (1; 1+0)

### Individual (1)
| Leyenda                         |
| Grand Slam (0)                  |
| ATP World Tour Finals (0)       |
| ATP World Tour Masters 1000 (0) |
| ATP World Tour 500 (0)          |
| ATP World Tour 250 (1)          |

| N.º | Fecha              | Torneo  | Superficie    | Oponente en la final | Resultado |
| --- | ------------------ | ------- | ------------- | -------------------- | --------- |
| 1.  | 6 de abril de 2025 | Houston | Tierra batida | Frances Tiafoe       | 6-4, 6-2  |

#### Finalista (4)
| N.º | Fecha                 | Torneo     | Superficie | Oponente en la final | Resultado      |
| --- | --------------------- | ---------- | ---------- | -------------------- | -------------- |
| 1.  | 18 de julio de 2021   | Newport    | Hierba     | Kevin Anderson       | 6-7(8), 4-6    |
| 2.  | 13 de febrero de 2022 | Dallas     | Dura (i)   | Reilly Opelka        | 6-7(5), 6-7(3) |
| 3.  | 31 de julio de 2022   | Atlanta    | Dura       | Álex de Miñaur       | 3-6, 3-6       |
| 4.  | 28 de junio de 2025   | Eastbourne | Hierba     | Taylor Fritz         | 5-7, 1-6       |

## Títulos ATP Challenger (3; 3+0)

### Individuales (3)
| N.° | Fecha                 | Torneo                        | Superficie    | Oponente en la final | Resultado     |
| --- | --------------------- | ----------------------------- | ------------- | -------------------- | ------------- |
| 1.  | 21 de febrero de 2021 | Challenger de Potchefstroom 2 | Dura          | Teimuraz Gabashvili  | 2-6, 6-3, 6-0 |
| 2.  | 18 de abril de 2021   | Challenger de Orlando         | Dura          | Denis Kudla          | 6-3, 6-3      |
| 3.  | 25 de abril de 2021   | Challenger de Tallahassee     | Tierra batida | Bjorn Fratangelo     | 6-3, 4-6, 6-3 |

### Finalista (1)
| N.° | Fecha               | Torneo                  | Superficie | Oponente en la final | Resultado |
| --- | ------------------- | ----------------------- | ---------- | -------------------- | --------- |
| 1.  | 20 de marzo de 2021 | Challenger de Cleveland | Dura       | Bjorn Fratangelo     | 7-5, 6-4  |